# Tune
 For alternative betydninger, se Tune (flertydig). (Se også artikler, som begynder med Tune)
Tune er en by på Østsjælland med 5.609 indbyggere  (2025), og samtidig satellitby til Hovedstadsområdet. Den hører til Tune Sogn og er beliggende i Greve Kommune, Region Sjælland.
Byen er hjemsted for Roskilde Lufthavn og består af to bydele: Den gamle bydel med snoede gader, Tune Kirke og gamle huse på toppen af en forhøjning i terrænet, samt en nyere bydel, hovedsageligt med villaveje, parcelhuse, samt Tunecenteret og Tune Skole. Der findes også et lille industrikvarter i Tune.
Tirsdag den 1. juli 2008 fik Tune sit eget postnummer, 4030. Indtil da havde byen hørt til postnummer 4000 Roskilde, men navnesammenfald mellem 12 gader i Tune og andre steder i postdistriktet gav anledning til en del forvirring blandt myndigheder.
I 2021 blev Tune Idrætsforening kåret som Årets Idrætsforening i Danmark.